# UFC 164
UFC 164: Henderson vs. Pettis 2 è stato un evento di arti marziali miste tenuto dalla Ultimate Fighting Championship il 31 agosto 2013 al BMO Harris Bradley Center di Milwaukee, Stati Uniti.

## Retroscena
Il main event della serata avrebbe dovuto essere la sfida per il titolo dei pesi leggeri tra il campione Benson Henderson e lo sfidante TJ Grant, ma quest'ultimo s'infortunò e venne sostituito da Anthony Pettis, il quale ad inizio mese avrebbe dovuto combattere contro José Aldo per la cintura dei pesi piuma ma diede forfait anche lui per infortunio; si trattò di un rematch tra i due acerrimi rivali Henderson e Pettis in quanto quest'ultimo si impose nel 2010 in una sfida valida per il titolo WEC quando Henderson era il campione in carica; inoltre l'evento si tenne a Milwaukee, città di Anthony Pettis.

## Risultati
|                                                   | Divisione       |                  |                 |                      | Metodo                                      | Round           | Tempo           | Premio          |
| Card principale                                   | Card principale | Card principale  | Card principale | Card principale      | Card principale                             | Card principale | Card principale | Card principale |
| ------------------------------------------------- | --------------- | ---------------- | --------------- | -------------------- | ------------------------------------------- | --------------- | --------------- | --------------- |
| Sfida valida per il titolo di campione indiscusso | Pesi Leggeri    | Anthony Pettis   | batte           | Benson Henderson (c) | Sottomissione (armbar)                      | 1               | 4:41            | SOTN            |
|                                                   | Pesi Massimi    | Josh Barnett     | batte           | Frank Mir            | KO Tecnico (ginocchiata)                    | 1               | 1:56            |                 |
|                                                   | Pesi Piuma      | Chad Mendes      | batte           | Clay Guida           | KO Tecnico (pugni)                          | 3               | 0:30            | KOTN            |
|                                                   | Pesi Massimi    | Ben Rothwell     | batte           | Brandon Vera         | KO Tecnico (pugni)                          | 3               | 1:54            |                 |
|                                                   | Pesi Piuma      | Dustin Poirier   | batte           | Erik Koch            | Decisione unanime (29-28, 29-27, 29-27)     | 3               | 5:00            |                 |
| Card preliminare                                  |                 |                  |                 |                      |                                             |                 |                 |                 |
|                                                   | Pesi Leggeri    | Gleison Tibau    | batte           | Jamie Varner         | Decisione non unanime (29-28, 27-29, 29-28) | 3               | 5:00            |                 |
|                                                   | Pesi Mosca      | Tim Elliott      | batte           | Louis Gaudinot       | Decisione unanime (30-27, 30-26, 30-26)     | 3               | 5:00            |                 |
|                                                   | Pesi Welter     | Lim Hyun-Gyu     | batte           | Pascal Krauss        | KO Tecnico (ginocchiata e pugni)            | 1               | 3:58            | FOTN            |
|                                                   | Pesi Gallo      | Chico Camus      | batte           | Kang Kyung-Ho        | Decisione unanime (29-28, 29-28, 30-27)     | 3               | 5:00            |                 |
|                                                   | Pesi Massimi    | Soa Palelei      | batte           | Nikita Krylov        | KO Tecnico (pugni)                          | 3               | 1:34            |                 |
|                                                   | Pesi Leggeri    | Al Iaquinta      | batte           | Ryan Couture         | Decisione unanime (30-27, 30-27, 30-27)     | 3               | 5:00            |                 |
|                                                   | Pesi Medi       | Magnus Cedenblad | batte           | Jared Hamman         | Sottomissione (ghigliottina)                | 1               | 0:57            |                 |

## Premi
I lottatori premiati ricevettero un bonus di 50.000 dollari.
Legenda:
- FOTN: Fight of the Night (vengono premiati entrambi gli atleti per il miglior incontro dell'evento)
- KOTN: Knockout of the Night (viene premiato il vincitore per la migliore vittoria tramite KO dell'evento)
- SOTN: Submission of the Night (viene premiato il vincitore per la migliore vittoria tramite sottomissione dell'evento)

## Incontri annullati
|                                                   | Divisione    |                      |        |               | Motivo              |
| ------------------------------------------------- | ------------ | -------------------- | ------ | ------------- | ------------------- |
| Sfida valida per il titolo di campione indiscusso | Pesi Leggeri | Benson Henderson (c) | contro | TJ Grant      | Grant infortunato   |
|                                                   | Pesi Leggeri | Ryan Couture         | contro | Quinn Mulhern | Mulhern infortunato |
|                                                   | Pesi Medi    | Yoel Romero          | contro | Derek Brunson | Brunson infortunato |
|                                                   | Pesi Medi    | Yoel Romero          | contro | Brian Houston | Houston infortunato |